# Episodi di California (tredicesima stagione)
Questa voce contiene trame, dettagli e crediti dei registi e degli sceneggiatori della tredicesima stagione della serie televisiva California.
Negli Stati Uniti d'America, è stata trasmessa per la prima volta dalla CBS dal 12 settembre 1991 al 9 aprile 1992. In Italia la stagione è inedita.
Il cast regolare di questa stagione è composto da: William Devane (Gregory Sumner), Kevin Dobson ('Mack' Patrick MacKenzie), Stacy Galina (Kate Whittaker), Michele Lee (Karen MacKenzie), Kathleen Noone (Claudia Whittaker), Michelle Phillips (Anne Matheson), Larry Riley (Frank Williams), Ted Shackelford (Gary Ewing), Nicollette Sheridan (Paige Matheson), Joan Van Ark (Valene Ewing).
| nº | Titolo originale                 | Titolo italiano | Prima TV USA      | Prima TV Italia |
| -- | -------------------------------- | --------------- | ----------------- | --------------- |
| 1  | Also Rises                       |                 | 12 settembre 1991 |                 |
| 2  | The Question Game                |                 | 19 settembre 1991 |                 |
| 3  | Eye of the Beholder              |                 | 26 settembre 1991 |                 |
| 4  | I, Claudia                       |                 | 3 ottobre 1991    |                 |
| 5  | Home Again, Home Again           |                 | 10 ottobre 1991   |                 |
| 6  | Business with Pleasure           |                 | 7 novembre 1991   |                 |
| 7  | 1001 Nights of Anne Matheson     |                 | 14 novembre 1991  |                 |
| 8  | House of Cards                   |                 | 21 novembre 1991  |                 |
| 9  | Victoria's Secret                |                 | 5 dicembre 1991   |                 |
| 10 | Lost at Sea                      |                 | 12 dicembre 1991  |                 |
| 11 | Holiday on Ice                   |                 | 19 dicembre 1991  |                 |
| 12 | And the Walls Came Tumbling Down |                 | 2 gennaio 1992    |                 |
| 13 | The Torrents of Winter           |                 | 9 gennaio 1992    |                 |
| 14 | Fair Warning                     |                 | 16 gennaio 1992   |                 |
| 15 | Letting Go                       |                 | 23 gennaio 1992   |                 |
| 16 | Baths and Showers                |                 | 30 gennaio 1992   |                 |
| 17 | Denials                          |                 | 6 febbraio 1992   |                 |
| 18 | Dedicated to the One I Love      |                 | 27 febbraio 1992  |                 |
| 19 | Trials and Tribulations          |                 | 5 marzo 1992      |                 |
| 20 | Sea of Love                      |                 | 12 marzo 1992     |                 |
| 21 | Do You Love Me?                  |                 | 2 aprile 1992     |                 |
| 22 | Little Girl Lost                 |                 | 9 aprile 1992     |                 |